# Tel Qadesh
Pour les articles homonymes, voir Kedech.
Tel Qadesh (orthographes alternées : Kedech, Kedach, Kedesh) est un tell situé sur le site de la ville antique de Kedech. Il se trouve en Haute Galilée sur les terres du kibboutz Malkiya en Israël à la frontière avec le Liban.

## Histoire
Le site archéologique se situe à 4 km du carrefour Yesha, à l'ouest du fort Koah (Metsoudat Koah). Il se divise en deux :
- Tel Qadesh, au sud-ouest de la route
- un sanctuaire romain, au nord-est de la route

Qadesh est décrite comme une forteresse du territoire de la tribu de Nephthali, une ville refuge consacrée aux lévites descendants de Gerson.
La ville est désignée par le nom Qadesh en Galilée dans la montagne de Nephtali pour la distinguer de
- Qadesh de Nephtali, à l'est de Poriya, dans la vallée de Yavnéel (sud-ouest du lac de Tibériade)
- Qadesh d'Issacar, à proximité de Megiddo

Selon le Livre des Rois, la ville fut envahie par Tiglath-Phalazar III en -733
« Au temps de Pékah, roi d'Israël, Tiglat-Pilésser, roi d'Assyrie, survint et conquit Iyyôn, Abel-Beth-Maakha, Yanoah, Kédech, Hatzor, Galaad, la Galilée, tout le pays de Nephtali, et en déporta les habitants en Assyrie. »
En 259 av. J.-C., Qadesh est mentionnée par Zénon de Caunos, un marchand égyptien d'origine grecque.
Des fouilles ont été menées en 1953 par Yohanan Aharoni. Elles ont permis de dégager des couches de l'époque cananéenne. Dans les années 1999-2006, des fouilles archéologiques ont été menées par les universités du Michigan et du Minnesota.
Le sanctuaire romain a été fouillé entre 1976 et 1984. Grâce à plusieurs inscriptions grecques, on sait qu'il était dédié à Baalshamin, un des principaux dieux des habitants de Syrie à l'époque romaine (comme on pouvait le voir à Palmyre). Le résultat des fouilles indique que le sanctuaire a été construit en 117 et détruit par un tremblement de terre en 363.